# Aspidomorphus
Aspidomorphus es un género de serpientes marinas venenosas de la familia Elapidae que se distribuyen por las aguas de Nueva Guinea.

## Especies
Se reconocen las tres siguientes según The Reptile Database:
- Aspidomorphus lineaticollis (Werner, 1903)
- Aspidomorphus muelleri (Schlegel, 1837)
- Aspidomorphus schlegelii (Günther, 1872)